# Freescale Semiconductor
Freescale Semiconductor, Inc. was een Amerikaanse producent van complexe halfgeleiders zoals microcontrollers en microprocessoren. Eerder was Freescale de halfgeleidertak van Motorola, tot dit bedrijf in 2004 deze afdeling verzelfstandigde. Motorola op zijn beurt werd opgericht in 1949 in Phoenix, Arizona. Freescale richtte zich met zijn producten op de markt van auto-elektronica, ingebedde systemen en communicatieapparatuur. Het bedrijf had circa 23.000 werknemers in meer dan 20 landen. In Nederland had Freescale een verkoopkantoor, in Best bij Eindhoven.

## Geschiedenis
Bij Motorola begon de productie van halfgeleiders in 1953. Het bedrijf bracht onder Motorola vele succesvolle producten op de markt, zoals de Motorola 68000-familie van processoren. In 1999 splitste Motorola de afdeling discrete componenten en standaardproducten af als ON Semiconductor.
De afdeling met meer complexe schakelingen ging later door als Freescale. Motorola verzelfstandigde het bedrijf als zelfstandige beursgenoteerde onderneming, met een procedure die eindigde in 2004. Men had aanvankelijk gemikt op een prijsvork tussen de US$ 17,50 en US$ 19,50, maar moest de prijs laten zakken naar US$ 13,00 wegens verslechterde marktomstandigheden. Het bedrijf werd echter opgekocht door een consortium onder leiding van de investeringsmaatschappij Blackstone Group LP, waarvan het bod op 15 september 2006 werd aanvaard. De overnamesom was US$ 17,6 miljard, ofwel US$ 40 per aandeel.
In de jaren erna moest Freescale fors herstructureren vanwege de schuldenproblematiek. In februari 2011 startte het bedrijf de procedure om US$ 1,1 miljard op te halen in een beursgang, met het doel de schulden te saneren. In mei ging het bedrijf naar de beurs. De introductiekoers was US$ 18 per aandeel, ongeveer een derde lager dan de koers waarop de verkopers hadden gehoopt, en leverde in totaal net geen US$ 800 miljoen op.

### Overname door NXP
In maart 2015 kondigde NXP de overname aan van Freescale. NXP betaalde in totaal zo'n US$ 11,8 miljard en inclusief de bestaande schulden van Freescale had de transactie een totale waarde van US$  16,7 miljard. NXP betaalde de overname met aandelen en de aandeelhouders van Freescale kregen ongeveer een derde van de nieuwe combinatie in handen. De gecombineerde omzet kwam boven de US$ 10 miljard uit en de bedrijven verwachtten jaarlijks US$ 500 miljoen aan kosten te kunnen besparen. Op 7 december 2015 vond de eigenlijke overname van Freescale door NXP plaats.

## Bedrijfsonderdelen
De grootste afdeling van Freescale was de afdeling Microcontroller Solutions Group MSG. MSG was de grootste toeleverancier van halfgeleiderproducten aan de auto-industrie.
De andere eenheden van Freescale waren de afdeling Networking and Multimedia Group NMG en de afdeling RF, Analog and Sensors Group RASG.

### Producten
Freescale heeft PowerPC-microprocessoren geleverd aan Apple Computer voor zijn PowerBooks en Mac mini-producten tot Apple in 2006 de keuze maakte voor Intel.
In 2009 kwam Freescale met een DC/DC-omzetter bedoeld voor toepassingen met zonnecellen, dat erin slaagt om een spanning van 300 mV om te zetten naar bruikbare spanningsniveaus.
Freescale bracht ook de Dragonball-processor op de markt, een afgeleid product met laag vermogensverbruik van de in 1979 gestarte Motorola 68000-microprocessorfamilie. Freescale bracht ook een gamma digitale signaalprocessoren (DSP's) op de markt, gebaseerd op wat Freescale de Starcore-technologie noemde. Deze DSP's vinden toepassing in systemen voor draadloze breedbandcommunicatie, voice-over-IP en verwerking van videosignalen.
Ter ondersteuning van de ontwikkeling van ingebedde software bracht Freescale de CodeWarrior Development Studio op de markt, een geïntegreerde ontwikkelomgeving in verschillende versies voor diverse doelplatformen. Versie 10 is gebaseerd op het open-sourceraamwerk voor software-ontwikkeling Eclipse.

## Resultaten
In de periode 2010 tot en met 2013 heeft het bedrijf met verlies gedraaid. In 2014 werd weer een bescheiden winst gerapporteerd. Het verschil tussen het bedrijfs- en het nettoresultaat wordt voornamelijk verklaard door de hoge kosten in verband met de schulden van het bedrijf. Door de overname in 2006 door private-equity-investeerders en de accumulatie van verliezen had Freescale een negatief eigen vermogen van US$ 3,5 miljard op 31 december 2014.
| Jaar | Omzet (× miljoen) | Bedrijfsresultaat (× miljoen) | Nettoresultaat (× miljoen) |
| ---- | ----------------- | ----------------------------- | -------------------------- |
| 2009 | $ 3508            | $ −1218                       | $ 748                      |
| 2010 | $ 4458            | $ −61                         | $ −1053                    |
| 2011 | $ 4572            | $ 274                         | $ −410                     |
| 2012 | $ 3945            | $ 463                         | $ −102                     |
| 2013 | $ 4186            | $ 532                         | $ −208                     |
| 2014 | $ 4634            | $ 728                         | $ 251                      |